# Rita von Hunty
Guilherme Terreri Lima Pereira (Ribeirão Preto, 17 de outubro de 1990), mais conhecido pelo nome artístico Rita von Hunty, é um ator, YouTuber, palestrante e drag queen brasileiro. 
Em janeiro de 2025, somando todas as suas redes, Rita chega a mais de 3 milhões de seguidores.

## Biografia
É descendente materno de italianos, que se refugiaram no Brasil devido às perseguições da Segunda Guerra Mundial. Se formou em Artes Cênicas pela Universidade Federal do Estado do Rio de Janeiro (UNIRIO), e em Letras pela Universidade de São Paulo (USP), trabalhou como ator durante alguns anos antes de ter que se mudar para São Paulo. Em setembro de 2011, após ser diagnosticada com câncer, a mãe de Guilherme precisou mudar-se para a capital paulista, em busca de tratamento. Em 2012, após a morte de sua mãe resolveu ficar em São Paulo para se dedicar ao teatro. Em 2013, durante o carnaval, decidiu dar vazão à sua veia artística ao ir a uma festa, caracterizado como Rita von Hunty. Lá recebeu um convite para fazer um trabalho para uma empresa, dando inicio à sua personagem drag Rita von Hunty. Em 2015, fez shows na maior festa drag de São Paulo e no programa Xuxa Meneghel, da RecordTV.
Rita von Hunty é uma persona de Guilherme. Ela foi criada para quebrar com estereótipos sobre drag queens, como ser uma caricatura do feminino ou superficial. Seu nome advém de Rita Hayworth, famosa atriz americana dos anos 40. "Hunty" é uma gíria da comunidade drag para demonstrar afeição ou carinho e "von" remete à realeza.
A Rita é uma persona. E a persona é diferente de um personagem, porque qualquer pessoa pode fazer a Julieta ou Romeu, por exemplo. Mas ninguém vai poder fazer a Rita. Porque não existe um texto da Rita. A única pessoa que sabe como ela opera sou eu. A Rita é uma máscara do Guilherme. Em que momento comecei essa máscara? Quando era um óvulo e fui fecundado. Essa máscara traz passagens de toda minha vida.— Rita von Hunty para a Trip
Guilherme diz que Rita se tornou uma forma sua de passar conhecimento. Entre as pessoas que o influenciaram estão divas como Greta Garbo, Marlene Dietrich, Madonna e Bette Davis e estudiosos brasileiros e internacionais como Paulo Freire, Roberto Schwarz, Antonio Candido, Angela Davis, Lélia Gonzales, Raymond Williams, Judith Butler, Terry Eagleton, Fredric Jameson e Slavoj Zizek.

### Declaração de voto nas eleições presidenciais de 2022
Após a formação da chapa Lula-Alckmin nas eleições presidenciais de 2022, Rita von Hunty publicou texto nos stories de seu Instagram defendendo um voto radical no primeiro turno, apoiando nomes como Sofia Manzano do PCB e Vera Lúcia do PSTU. O posicionamento se deu pela escolha de Geraldo Alckmin como vice de Lula e a moderação do discurso de Lula, que não se pronunciou em temas como a revogação de reformas neoliberais feitas pelos governos Temer e Bolsonaro, como a reforma trabalhista. O assunto foi um dos mais comentados no Twitter, gerando críticas de figuras como Jean Wyllys. Seu posicionamento foi visto por muitos como utópico,[carece de fontes?] sendo apontado que Lula é o único com chances de derrotar Bolsonaro nas urnas. Porém, foi defendida por parte da esquerda, com figuras como David Miranda apontando que seu posicionamento é democrático e esse tipo de escolha deve ser feita apenas no segundo turno. Também foi criticada pela mídia, como os jornais Diário Causa Operária, Brasil 247 e Gazeta do Povo.
No dia 20 de maio, Rita publicou coluna na CartaCapital afirmando que evitar a crítica em momentos críticos é compactuar com o desmonte da democracia, autoritarismo e a burocracia, e que o discurso de ódio que recebeu se assemelhava às técnicas usadas pelo bolsonarismo. Ainda pontua que não há como organizar um governo feito para todos quando as pautas são essencialmente contraditórias.

## Carreira

### Drag Me as a Queen
A atração é apresentada pelas drags queens Penelopy Jean, Rita von Hunty e Ikaro Kadoshi, que irão transitar pelas histórias de cada participante investigando suas memórias, frustrações, sonhos e ambições para resultar numa versão drag queen construída com as informações coletadas durante a jornada.
Após a concepção do figurino, maquiagem, e cabelo, o processo termina com uma performance para seus familiares e amigos. Essa é a hora em que as cortinas se abrem para que cada mulher se transforme em uma verdadeira diva pronta para trilhar seu novo caminho.

### Colunista da Carta Capital
Desde 2019, escreve em sua coluna quinzenal, "O Gabinete," na CartaCapital.

### Tempero Drag
Canal do Youtube criado originalmente para falar sobre veganismo. Hoje, fala sobre marxismo, política, sociologia e literatura.

### Palestras
Rita já realizou palestras em diversos estados do Brasil e ministrou curso no Museu do Aljube, em Portugal.

## Vida pessoal
Gulherme declarou em 2024, para o podcast Entre Amigues, que sentiu alívio ao conhecer o conceito da demissexualidade e que se considera demissexual.

## Filmografia

### Filme
| Ano  | Título                        | Personagem         | Ref.   |
| ---- | ----------------------------- | ------------------ | ------ |
| 2023 | Fervo                         | Mo Nanji Manhattan | [ 21 ] |
| 2023 | Um Ano Inesquecível - Inverno | Glauco             | [ 22 ] |

### Televisão
| Ano           | Título             | Papel                     | Notas       | Ref.   |
| ------------- | ------------------ | ------------------------- | ----------- | ------ |
| 2015          | Xuxa Meneghel      | Ele mesmo                 | Na Lata     | [ 23 ] |
| 2017–presente | Drag Me as a Queen | Apresentador              |             | [ 24 ] |
| 2024          | De Volta aos 15    | Professor Marcus Vinícius | Temporada 3 |        |

### Internet
| Ano           | Título            | Papel        | Notas       | Ref.   |
| ------------- | ----------------- | ------------ | ----------- | ------ |
| 2014          | Academia de Drags | Participante | Temporada 1 | [ 25 ] |
| 2015–presente | Tempero Drag      |              |             | [ 26 ] |